# مكرة
مَكْرَة أو الزعرورية (الاسم العلمي: Amelanchier)، جنس شجيرات وجنبات برية وتزيينية من فصيلة الوردية. يضم نحو 20 نوع.